# Ivar Ulekleiv
Ivar Michal Ulekleiv (Dombås, 22 de mayo de 1966) es un deportista noruego que compitió en biatlón. Ganó una medalla de plata en el Campeonato Mundial de Biatlón de 1991, en la prueba por equipos.

## Palmarés internacional
| Campeonato Mundial | Campeonato Mundial | Campeonato Mundial | Campeonato Mundial |
| Año                | Lugar              | Medalla            | Prueba             |
| ------------------ | ------------------ | ------------------ | ------------------ |
| 1991               | Lahti (Finlandia)  | Medalla de plata   | Equipo             |